# フリードリッヒ・フォン・デア・ハイテ
フリードリヒ・アウグスト・フライヘア（男爵）・フォン・デア・ハイテ（ドイツ語: Friedrich August Freiherr von der Heydte, 1907年3月30日 - 1994年7月7日）は、ドイツの陸軍軍人、空軍軍人、法学者、政治家。第二次世界大戦では空軍の降下猟兵として活動した。戦後は法学者としてマインツ大学で教鞭をとる傍ら、ドイツ連邦軍の予備役陸軍准将（Brigadegeneral der Reserve）を務めた。

## 前半生
フォン・デア・ハイテはバイエルン王国のミュンヘンで貴族の子に生まれた。彼の父は男爵（フライヘア）で、バイエルン王国陸軍の軍人として順風満帆な経歴を謳歌し、第一次世界大戦では顕著な戦功をあげた。彼の母はフランスから嫁いできた。フォン・デア・ハイテ一家は敬虔なローマ・カトリック教徒であり、フリードリッヒはミュンヘンのカトリック系の学校に通い優秀な成績を修めた。彼はクラウス・フォン・シュタウフェンベルクの従兄弟でもあった。
学校を卒業するとフリードリッヒは父の経歴にならってヴァイマル共和国陸軍に入隊した。騎兵隊への志望が叶わなかった後、1925年4月1日にフリードリッヒは第19歩兵連隊へ配属された。騎兵隊への希望をあきらめなかった彼は、まもなく第18騎兵連隊の士官候補生になった。
1927年にフォン・デア・ハイテは軍務から離れインスブルック大学に入学し法律学と経済学を学んだ。彼の一家は深刻な経済的問題に直面していたので、この期間に彼はその家柄にもかかわらず学費を工面するために家庭教師をしていた。彼はインスブルック大学で経済学の学位をとった。1927年にフォン・デア・ハイテはグラーツ大学で法律学の学位をとり、その後勉学を続けるためにベルリンに行った。その年の暮れ彼はウィーンの外交官養成校に入学することになった。この学業に励んだ期間に、若いフォン・デア・ハイテは決定的にリベラルな視点を育み、ドイツに帰ってくると自分が世論とは反対側にいることに気付いた。
1934年の時点でフォン・デア・ハイテはオーストリアの市民権を取得しており、それと同時にドイツ／バイエルン州の市民権も持ち続けていた。国家社会主義ドイツ労働者党（NSDAP, ナチ党）を信奉する学生達との口論に何度か巻き込まれるようになり、ゲシュタポから逃れるためには古巣の騎兵連隊に戻るしかなかった。この期間中に彼はカーネギー平和協会から奨学金を受けていた。1934年にフォン・デア・ハイテはドイツ陸軍へ戻り、1935年には第15騎兵連隊に異動になり少尉に昇進した。彼は再び一時的に軍務から離れオランダに行きハーグで更に勉学に励んだ。
1935年遅くに第15騎兵連隊のフォン・デア・ハイテの中隊は騎兵中隊から対戦車中隊へ再編された。ハーグでの2年間の勉学の後、彼は軍務に戻り1938年から1939年の冬に参謀幕僚将校養成コースへ参加した。1939年8月にフォン・デア・ハイテはポーランド侵攻作戦「白の件（Fall Weiß）」に備え、自分の中隊に呼び戻された。

## 戦歴

### クレタ島の戦い
1941年5月、フォン・デア・ハイテはクレタ島の戦いに第3降下猟兵連隊第1大隊の指揮官として参加した。彼の大隊は初めてハニア（Chania）に侵攻し、この功績によりフォン・デア・ハイテは7月9日付で騎士鉄十字章を受章した。

### 戦争中期
フォン・デア・ハイテは1942年7月から1943年1月まで東部戦線に従軍した後、降下猟兵教導大隊の指揮官として北アフリカ戦線へ移った。彼は第二次エル・アラメイン戦の後、ドイツ軍の撤退中にイタリア軍の戦車師団が壊滅する様を目にした事を回想の中で述べている。

### ノルマンディー上陸作戦
ノルマンディー上陸作戦が始まる頃、フォン・デア・ハイテは第6降下猟兵連隊の連隊長だった。この部隊は1944年初頭にケルン＝ヴァーンでベテランの降下猟兵と空軍の地上要員で編成された。連隊の平均年齢は17.5歳で5月19日時点の兵員数は3,457名であったが、1944年6月6日のD-Day時点では約4,500名になっていた。
1944年6月6日の各大隊の配置は以下の通り。
＊第1大隊：W5拠点への救援とユタ・ビーチの防御の増強のためサン=マリー=デュ=モン（Sainte-Marie-du-Mont）へ向け進軍。
- 第2大隊：795東方大隊（グルジア人）と連携するためにサント＝メール＝エグリーズへ向け進軍。
- 第3大隊：戦線の側面の安全確保のためカランタンの南西に残置。

D-Day当日、約500名のアメリカ軍の落下傘部隊がカランタン南西に降下した。両軍空挺兵の間で夜を徹して小競り合いが続いた。第1大隊はW5拠点から僅か6キロのサント・マリー・デュ・モンに何とか到達しようとしていたが、街がアメリカ軍の第101空挺師団の主力部隊に確保されていることを知った。そこで大隊は街の外の生垣の間に塹壕を掘った。6月7日はほぼ終日、敵落下傘兵と戦車の連携による突撃攻撃への防戦後、第1大隊はカランタンへの撤退しつつの戦闘で壊滅的損害を受けた。約300名が捕虜になりカランタンに到達したのは僅か25パーセントに過ぎなかった。第2大隊はサント＝メール＝エグリーズをアメリカ軍の第507落下傘歩兵連隊が確保していることを知り、弾薬が欠乏するまで戦ってからサン・コム=デュ=モン（St. Come-du-Mont）へ向かって後退した。街の教会の鐘塔（砲兵観測所でもあった）からフォン・デア・ハイテは11キロ向こうの連合軍の大規模な侵攻部隊群を見た。6月7日の壮絶な戦いの後、第2大隊と第3大隊はカランタンへ撤退した。
カランタンがユタ・ビーチとオマハ・ビーチを結ぶ交通の要所であることから、フォン・デア・ハイテは最後の1兵までそこを死守するようにとエルヴィン・ロンメル元帥から命令を受けた。
6月10日の夜半を皮切りにアメリカ軍はカランタンの外殻部に侵入し、6月11日の朝まで1軒1軒を巡る熾烈な戦いが続いた。カランタン突入時、アメリカ軍の大隊（第3、第502落下傘歩兵連隊）は700名の兵員を有していたが、2日間の戦闘の後に残ったのは僅か132名であった。6月11日の夕暮までにフォン・デア・ハイテは包囲されるのを避けるために残った部下達をカランタンの外へ撤退させた。第17SS装甲擲弾兵師団の師団長は激怒しフォン・デア・ハイテを逮捕しようとしたが、フォン・デア・ハイテの閨閥からの介入により事態は収まった。
6月12日の街の再奪還の反撃は失敗に終わった。カランタンでの戦い振りにより、ドイツの降下猟兵はアメリカの落下傘兵から「カランタンのライオン」と渾名された。フォン・デア・ハイテの連隊は引き続き、ノルマンディー上陸作戦を象徴する寸分を巡る熾烈な戦闘（ヴィレル・ボカージュの戦い）に巻き込まれた。7月1日付で彼は中佐に昇進している。
7月22日、フォン・デア・ハイテの第6降下猟兵連隊は、彼の部下32名がサン＝ジェルマン＝シュル＝セーヴ（St. Germain-sur-Sèves）でアメリカ軍の丸々1大隊（アメリカ第90歩兵師団 第358連隊 第1大隊）に大胆な奇襲をかけて11名の将校を含む265名を捕虜にした件で国防軍の軍報で報じられた。サン＝ジェルマン＝シュル＝セーヴ（St. Germain-sur-Seves）はカランタンとペリエの間に位置する。この奇襲を指揮したアレクサンダー・ウーリッヒ曹長は鉄十字章を受章した。
8月6日、フォン・デア・ハイテの連隊は、アヴランシュ橋頭堡で連合軍の進撃を切り崩そうという悲惨な反撃であるリュティヒ作戦に参加した。
その後ドイツの第7軍は、ノルマンディー上陸作戦の最後で叙事詩的な戦いである ファレーズ・ポケットで包囲された。
9月、彼の連隊は連合軍によるマーケット・ガーデン作戦に対するオランダでの防衛戦闘に投入され、彼は9月30日付で柏葉付騎士鉄十字章を授与された。

### 戦争末期
フォン・デア・ハイテにとっての戦争は1944年のアルデンヌ攻勢中に捕虜になったことで終わった。彼はドイツ軍最後の大規模空挺作戦「シュテッサー作戦」を指揮した。1944年12月16日彼の1200名からなる部隊フォン・デア・ハイテ戦闘団はマルメディの北11キロの幹線道路の交差点に向けて降下した。これは第2次世界大戦でドイツ軍が実施した最初で唯一の夜間降下であり、事前偵察も航空写真もなかった。連合軍の対空砲火と視界不良のため、輸送機は降下猟兵達を広く分散して降下させてしまった。一部の兵員はドイツ軍の最前線の50マイル後方に着地し、その他には遥かかなたのオランダに降下した者もいた。ドイツの降下猟兵達は、D-Day当日にアメリカ軍や英軍の落下傘兵達がドイツ軍を困惑させたのと同じくらい連合軍を困惑させた。しかしながら連合軍側のそれと異なり、フォン・デア・ハイテ戦闘団は大きな戦略的価値を生み出せなかった。軽火器しか装備していない僅か125名が予定した降着地点に降り立った。補給品も無く、腕を骨折したフォン・デア・ハイテと彼の部下達は連合軍の防衛線を突破してドイツ軍の前線に帰還しようとしたが果たせず、彼は12月24日にある農家の子供に降伏文書を持たせて連合軍に向けて送り出した。投降したフォン・デア・ハイテは戦争捕虜として1947年7月12日まで英国に抑留された。

## 戦後
1950年フォン・デア・ハイテは博士論文「近代国家の出現（Die Entstehung des modernen Staates）」を提出し、1951年にマインツ大学で民法と国際法を教える教授の地位に就いた。
1962年にフォン・デア・ハイテはドイツ連邦共和国（西ドイツ）で僅か2つしかないポストの予備役准将に昇進した。
1966年から1970年までフォン・デア・ハイテはドイツキリスト教民主同盟の一員としてバイエルン州議会議員を務めた。

## 著書
- Daedalus Returned (Hutchinson, 1958) - An account of the Battle of Crete.
- Der moderne Kleinkrieg als wehrpolitisches und militärisches Phänomen (Modern Irregular Warfare.) Executive Intelligence Review, Nachrichtenagentur GmbH, Wiesbaden, Neuausgabe 1986 ISBN 3-925725-03-2 (Erstausgabe: Holzner-Verlag, Würzburg 1972)

## 引用
チェコスロバキアのテレージエンシュタット強制収容所に関して、フォン・デア・ハイテは「確かに50万人の人々が殺されるためにそこに送り込まれた。私はバイエルンの全ユダヤ人がそこに連れて行かれたのを知っていた。しかし強制収容所は決して溢れかえることはなかった。精神病患者たちもガスで殺された。」と語った。
「君が私の立場だったらどうするね？」
--- 1944年6月10日アメリカ軍の落下傘部隊からの降伏勧告に答えて
。

## 表彰

### 勲章

柏葉付騎士鉄十字章

- 1939年版鉄十字章
  - 二級 - 1939年9月27日受章[1][2]
  - 一級 - 1940年9月26日受章[1][2]
- パラシュート徽章（英語版）
- クレタ従軍袖章（ドイツ語版）
- 1941年/1942年東部戦線冬季戦記章
- アフリカ従軍袖章（ドイツ語版）
- ドイツ十字章金章 - 第3降下猟兵連隊第I大隊の大尉として1942年3月9日受章
- 四等国防軍勤続章
- 柏葉付騎士鉄十字章
  - 騎士鉄十字章 - 第3降下猟兵連隊第I大隊指揮官、大尉として1941年7月9日受章[3][4]。
  - 柏葉 - 第6降下猟兵連隊指揮官、中佐として1944年9月30日受章。617人目の受章者[3][5]。
- 国防軍軍報（英語版）における言及（1944年6月11日）
- ドイツ防壁名誉章
- 空軍地上戦闘章
- 白兵戦章銀章 - 1944年10月25日受章
- バイエルン功労勲章（英語版） - 1974年5月21日受章
- ドイツ連邦共和国功労勲章大功労十字星大綬章 - 1987年3月17日受章

### 外国勲章
- イタリア王国 武功銀勲章（英語版） - 2回 (1942年秋、冬)

### 国防軍軍報からの引用
| 日付          | オリジナルの原稿 | 和訳（英訳から転訳） |
| ------------- | --- | --- |
| 1944年6月11日 | Bei den schweren Kämpfen im feindlichen Landekopf und bei der Vernichtung der im Hintergelände abgesetzten feindlichen Fallschirm- und Luftlandetruppen haben sich das rheinisch-westfälische Grenadierregiment 736 unter Führung von Oberst Grug, die 352. Infanteriedivision unter Führung von Generalleutnant Kraiß und das Fallschirmregiment 6 unter Führung von Major v. d. Heydte besonders ausgezeichnet. | 敵橋頭堡における激しい戦闘と、敵パラシュート及び後背地に降下した兵士の撃滅において、Grug大佐率いる第736ライン＝ヴェストファーレン装甲擲弾兵師団と、クライス中将指揮の第352歩兵師団、そしてフォン・デア・ハイテ少佐指揮下の第6降下猟兵連隊はとりわけ卓越した働きを見せた。 |

## 創作作品
小説
深緑野分「戦場のコックたち」（東京創元社、2015年）ISBN 978-4-488-02750-6
『主要参考文献ほか』p.349.にて、作中のフォン・ヴェーデマイヤー少佐のモデルがフリードリヒ・フォン・デア・ハイテ大佐であることが明記されている